# I giudici
I giudici (Excellent Cadavers) è un film televisivo del 1999, diretto da Ricky Tognazzi, interpretato da Chazz Palminteri e F. Murray Abraham e tratto dal romanzo Nella terra degli infedeli di Alexander Stille (1995).

## Trama
Nel 1978 il giudice Giovanni Falcone, mentre è a Favignana ad assistere a una mattanza, apprende di essere stato trasferito dal tribunale di Trapani a quello di Palermo. Lì il giudice istruttore Gaetano Costa, amico di Falcone, viene assassinato a due mesi dalla pensione. A Falcone, dopo la morte del suo collega, viene assegnata una guardia del corpo, Mario Fabbri. Nel 1984 interroga Tommaso Buscetta.
Falcone dovrà così combattere, insieme all'amico e collega Paolo Borsellino, contro Totò Riina e Cosa nostra ma anche contro l'ostilità crescente manifestatagli intorno, anche da altri magistrati. Entrambi i giudici siciliani perderanno la vita in due diversi attentati, sempre nel 1992.

## Distribuzione
Il film è stato trasmesso negli Stati Uniti d'America sul canale HBO il 16 ottobre 1999 con il titolo Excellent Cadavers.
In Italia è uscito in sala il 1º settembre 2000 con il titolo I giudici.

## Il titolo
Il titolo originale del romanzo Nella terra degli infedeli di Alexander Stille è Excellent Cadavers. Proviene dalla frase "cadaveri eccellenti", utilizzata quando ci si riferisce a vittime di alto profilo della mafia, quali politici, giudici e capi di polizia (in contrapposizione alle vittime "di basso profilo" causate dalle attività mafiose quotidiane). Per questa ragione, talvolta, il film viene presentato col titolo alternativo Cadaveri eccellenti, come l'omonima opera di Francesco Rosi del 1976, probabilmente fonte di ispirazione anche per il nome del romanzo di Stille. Più recentemente in Italia il film è stato presentato con il titolo Nella terra degli infedeli.

## Curiosità
Il personaggio Mario Fabbri, interpretato da Pierfrancesco Favino è ispirato all'autista di Falcone "Giuseppe Costanzo". 